# Dimitrij Nazarov
Dimitrij Nazarov (Taiynsha, Azerbaiyán, 4 de abril de 1990) es un futbolista azerí. Juega de delantero y su equipo es el Kickers Offenbach de la Regionalliga Südwest de Alemania.

## Carrera
Antes de empezar a jugar en el 1. FC Kaiserslautern II, donde estuvo una temporada, en 2009 Nazarov jugó en los equipos TSG Albisheim y Wormatia Worms.
Luego pasó por el filial del Eintracht de Frankfurt con el que firmó hasta 2012.
De la mano del entrenador Pavel Dotchev fichó por el Preußen Münster. Antes de su marcha jugó un total de 36 partidos en los que marcó seis goles y dio siete asistencias.
En la temporada 2013-14 firmó con el recién ascendido a la 2. Bundesliga Karlsruher SC hasta 2016.
Por deseo expreso de Pavel Dotchev el Erzgebirge Aue, recién ascendido a la 2. Bundesliga lo fichó en la temporada 2016-17.  Marcó su primer gol contra el 1. FC Heidenheim para darle los tres puntos a los Veilchen. Su buen papel en su primera temporada ayudaron de forma decisiva a que el club mantuviese la permanencia. Esta dinámica no cambió las siguientes temporadas donde se convirtió en un jugador capital para el club. Para la retina de los aficionados quedó el gol que marcó desde unos 25 metros contra el SV Meppen en un duelo por no descender.
Tras siete años, ocho temporadas, en el Erzgebirge fichó por el Kickers Offenbach.

### Selección nacional
Debutó con la selección nacional de Azerbaiyán el 27 de mayo de 2014 en la derrota contra Estados Unidos en San Francisco por dos goles a cero.

## Clubes
| Club                       | País     | Año       |
| -------------------------- | -------- | --------- |
| Wormatia Worms             | Alemania | 2009      |
| 1. F. C. Kaiserslautern II | Alemania | 2009-2010 |
| Eintracht Frankfurt II     | Alemania | 2010-2012 |
| SC Preußen Münster         | Alemania | 2012-2013 |
| Karlsruher SC              | Alemania | 2013-2016 |
| F. C. Erzgebirge Aue       | Alemania | 2016-2023 |
| Kickers Offenbach          | Alemania | 2023-     |

## Anécdotas
Tiene el récord de goles anotados desde el punto de penalti en el futbol alemán, 24 goles en 25 penalties, conseguido con el F.C. Erzgebirge Aue, pero que empezó la racha con el Karlsruher SC.